# Le Jaguar (roman)
Pour les articles homonymes, voir Le Jaguar.
Le Jaguar est un roman de Loup Durand, publié en 1989.

## Bref résumé de l'histoire
Dans les années 1920, Candido (nommé en hommage à Candide, de Voltaire), se retrouve manipulé par les services secrets soviétiques. Surnommé le Jaguar, il se retrouve désigné comme coupable de nombreuses actions dans le monde, allant de l'attentat à l'assassinat, toutes réalisées par des hommes et femmes qui suivent Candido dans l'ombre.

Mais le jeune homme se révèlera peut-être plus robuste que ses manipulateurs l'imaginent …